# 女山神籠石
女山神籠石（ぞやまこうごいし）は、筑後国山門郡（現在の福岡県みやま市瀬高町大草）にあった日本の古代山城（分類は神籠石系山城）。城跡は国の史跡に指定されている。
近年は「女山城（ぞやまじょう）」とも称される傾向にある。本項目では、城域内に所在する山内古墳群（やまうちこふんぐん、国の史跡に包含）についても解説する。

## 概要
福岡県南部、筑後平野・有明海沿岸部を望む古塚山（標高約190メートル）の西側斜面に築城された古代山城である。文献に記載が見えない古代山城（いわゆる神籠石系山城）の1つで、現在の山名を冠する城名は後世の命名による。城は古塚山に土塁を巡らすことによって構築され、谷部4ヶ所では石塁の水門が構築される。これまでに数次の発掘調査が実施されている。
城跡域は1953年（昭和28年）に国の史跡に指定された。現在では一部が女山史跡森林公園として公開されている。

## 歴史

### 古代

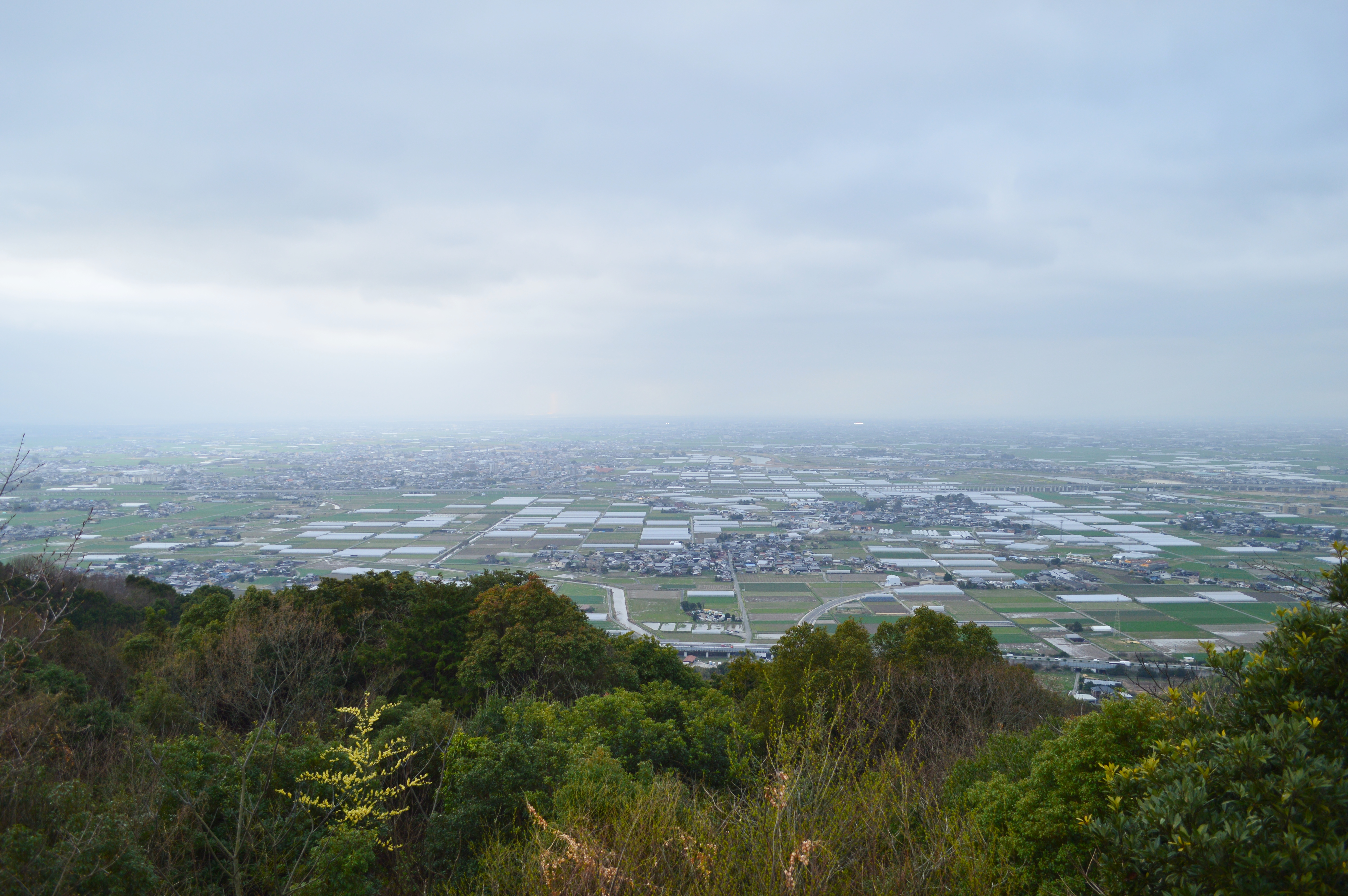
女山城から筑後平野を望む

女山城は文献上に記載のない城であるため、城名・築城時期・性格等は明らかでない。天智天皇2年（663年）の白村江の戦い頃の朝鮮半島での政治的緊張が高まった時期には、九州地方北部・瀬戸内地方・近畿地方において古代山城の築城が見られており、女山城もその1つに比定される。
1981年（昭和56年）の第4次調査によれば、築城時期は7世紀後半頃と推定される。城に関する伝承は知られていないが、かつては邪馬台国の卑弥呼の居地とする説などが挙げられていた。なお、城域内では築城に先立つ6世紀後半頃に山内古墳群が築造されているほか、女山中腹では銅矛2本の出土も知られる。

### 近代以降
近代以降については次の通り。
- 1900年（明治33年）、八木奘三郎による報告[7][5]。
- 1935年（昭和10年）、第1次調査：列石調査。水門4ヶ所・列石766個を確認（石野義助）[7][5]。
- 1953年（昭和28年）11月14日、国の史跡に指定[6]。
- 1963年（昭和38年）頃、神籠石論争が山城説でほぼ収束[5]。
- 1965年（昭和40年）、土取工事で列石線の一部が崩壊[5]。
- 1967年（昭和42年）、第2次調査：土取工事による崩壊に伴う調査[7][5]。
- 1971年（昭和46年）、第3次調査：産女谷水門の確認調査・列石線測量調査[7][5]。
- 1977年（昭和52年）7月14日、史跡範囲の追加指定[6]。
- 1981年（昭和56年）、第4次調査：山内2号墳付近の列石調査（瀬高町教育委員会、1982年に報告書刊行）[7][5]。
- 2010・2011年度（平成22・23年度）、第5次調査：基礎資料作成のための確認調査（みやま市教育委員会、2013年に報告書刊行）[7][5]。

## 遺構

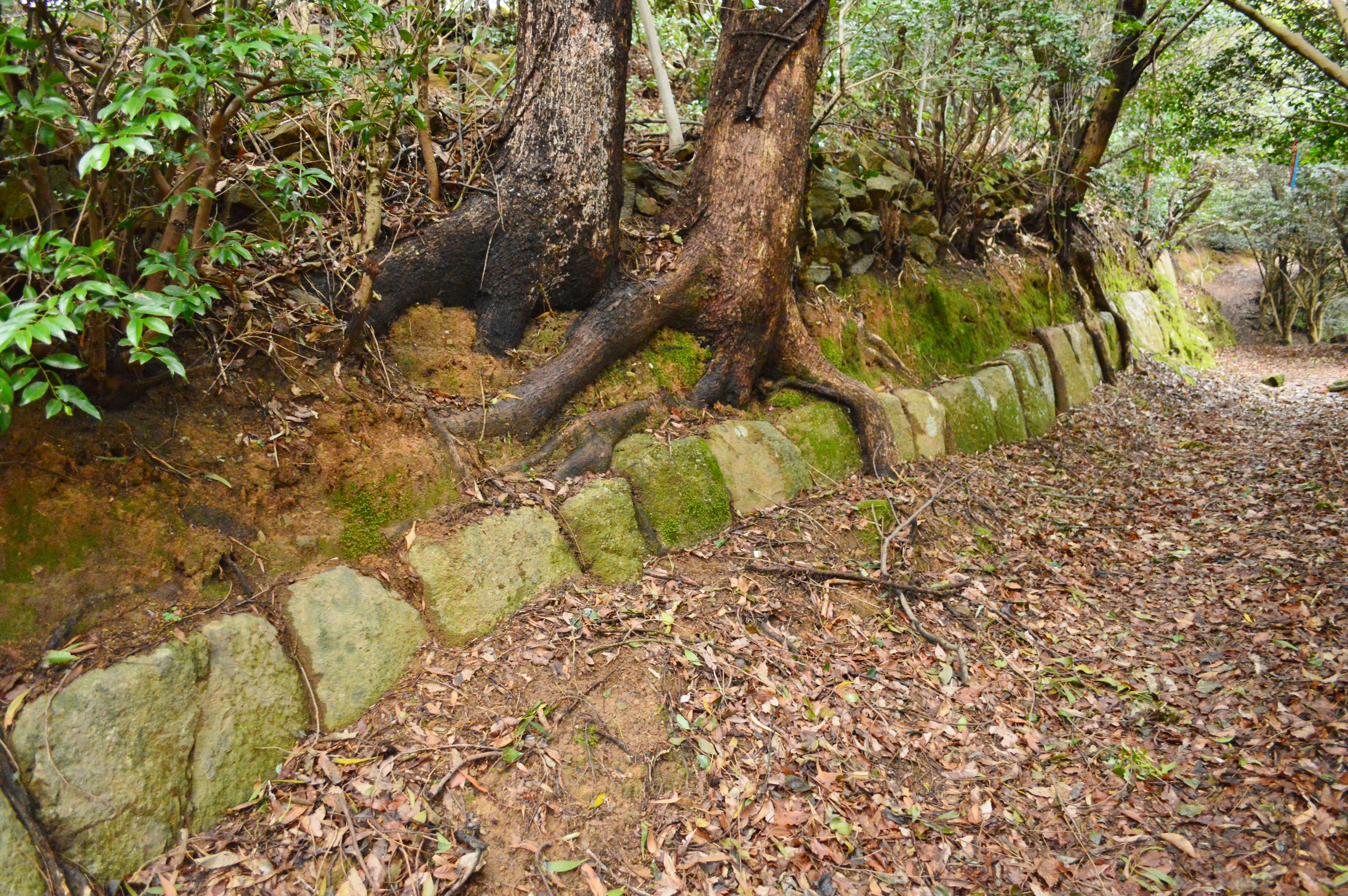
列石遺構

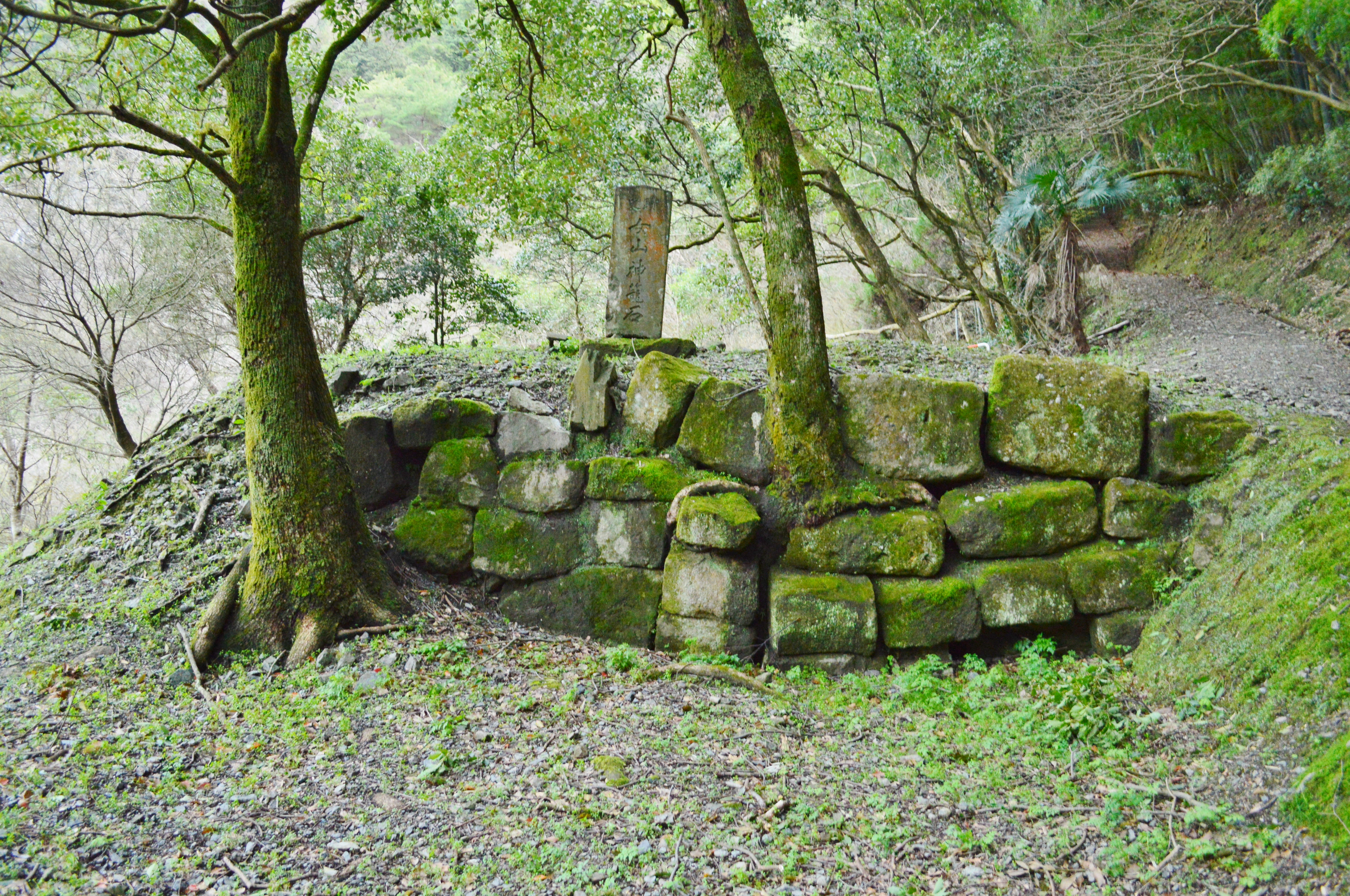
産女谷水門

城壁
城壁は全周推定2.7-3キロメートルを測る。古塚山の西斜面において、山頂部を最高所とし、4ヶ所の谷（産女谷・源吾谷・長谷・粥餅谷（横尾寺谷））を取り込んで馬蹄形に一周する。城壁の構造は土塁で、列石の上に構築される。現在は約1.5キロメートルの列石線が認められるが、北・東側では土塁線・列石線は確認されていない。
土塁裾部の土留め石となる列石遺構は、石材を基本的に長方形の切石とし、一部では自然石とする。また上端にL字形の切り欠き加工が施された石もある。これらの石は赤色粘土層の上に据えられ、前面・上面を直線的に揃え、全体としては曲線的に配置される。列石上の土塁は版築により、2種の交互の土層が認められる。また列石の前面には3メートル（10尺）間隔の柱穴も認められている。
水門
水門は産女谷・源吾谷・長谷・粥餅谷（横尾寺谷）の4ヶ所で認められる。いずれも構造は石塁。
産女谷水門は、4水門のうち最南に位置する（北緯33度9分38.40秒 東経130度30分46.24秒 / 北緯33.1606667度 東経130.5128444度）。土取工事で崩壊しており、現在のものは積み替えられた状態になる。現在では幅約7メートル・高さ約2.7メートルを測る。
源吾谷水門は、産女谷水門の北に位置する（北緯33度9分46.24秒 東経130度30分46.44秒 / 北緯33.1628444度 東経130.5129000度）。土取工事に伴い現在は崩壊している。
長谷水門は、源吾谷水門の北に位置する（北緯33度9分51.21秒 東経130度30分46.81秒 / 北緯33.1642250度 東経130.5130028度）。現在までに良好に遺存する。現在の石塁は5段積みで（元はさらに5段程度か）、幅約7.5メートル・高さ約2.5メートルを測る（元は高さ3.6メートル以上か）。石材は正方形または長方形の切石で、大部分は幅40-80センチメートル、吐口部上位では幅約110センチメートルを測る。
粥餅谷水門（横尾寺谷水門）は、4水門のうち最北に位置する（北緯33度9分55.50秒 東経130度30分46.51秒 / 北緯33.1654167度 東経130.5129194度）。現在までに良好に遺存する。現在の石塁は幅約7メートル・高さ約3メートルを測る（元は長谷水門と同程度か）。石材は切石で、幅40-150センチメートル・高さ40-80センチメートルとばらつきは大きい。
そのほかの城内施設等の存在は、現在までには未確認である。

## 山内古墳群

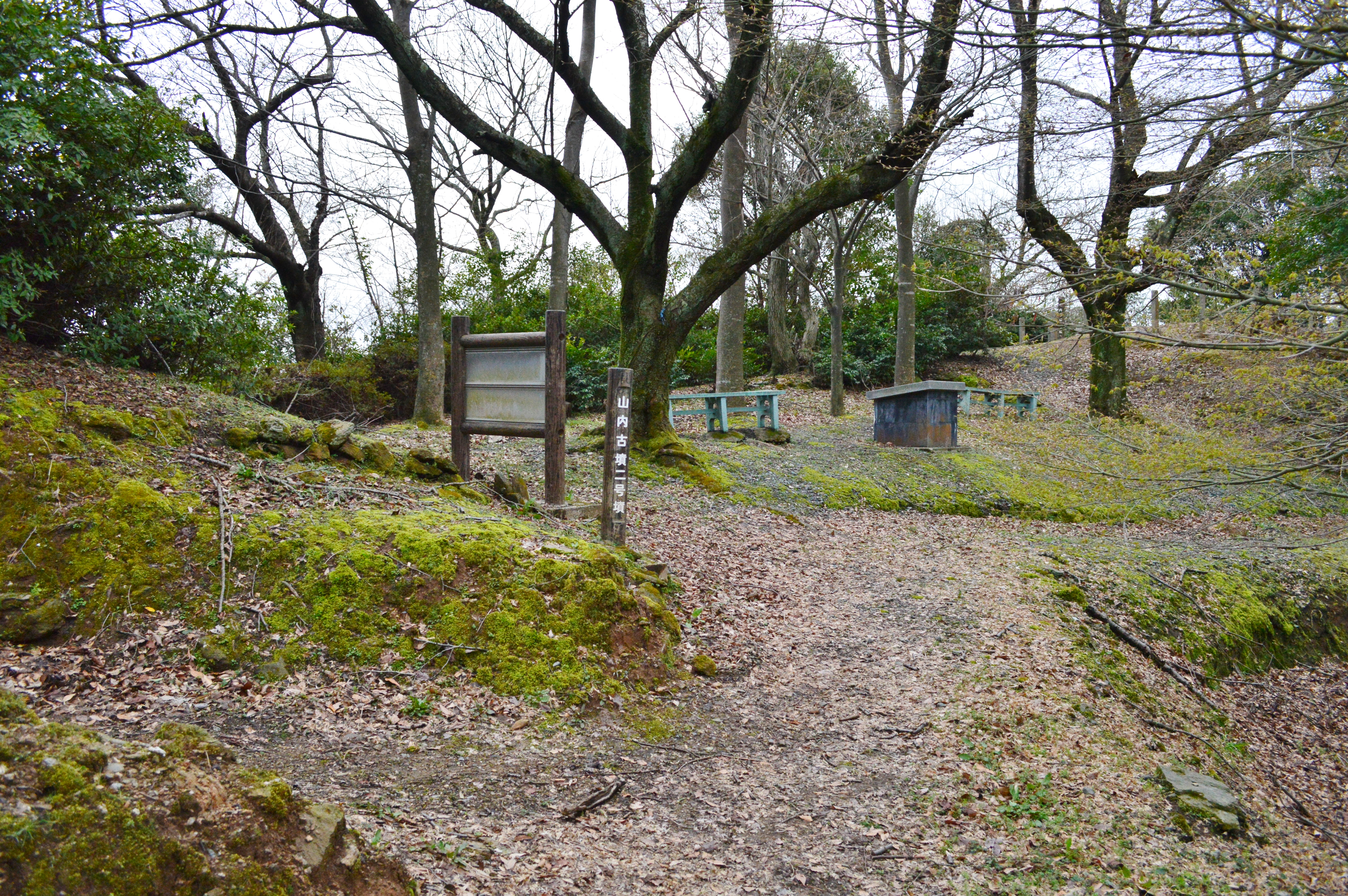
山内2号墳（左）・1号墳（右）

山内古墳群（やまうちこふんぐん）は、女山神籠石の域内にある古墳群。円墳2基から構成される。
1号墳（北緯33度9分40.58秒 東経130度30分57.95秒 / 北緯33.1612722度 東経130.5160972度）は、直径約14メートルの円墳。埋葬施設は横穴式石室で、西北西方向（平野部方向）に開口する。現在では石室上面が失われている。2号墳（北緯33度9分41.00秒 東経130度30分59.19秒 / 北緯33.1613889度 東経130.5164417度）は、直径約14メートルの円墳で、1号墳と同程度の規模になる。埋葬施設は横穴式石室で、1号墳同様に西北西方向（平野部方向）に開口する。
これら1号墳・2号墳は、古墳時代後期の6世紀後半頃の築造と推定される。

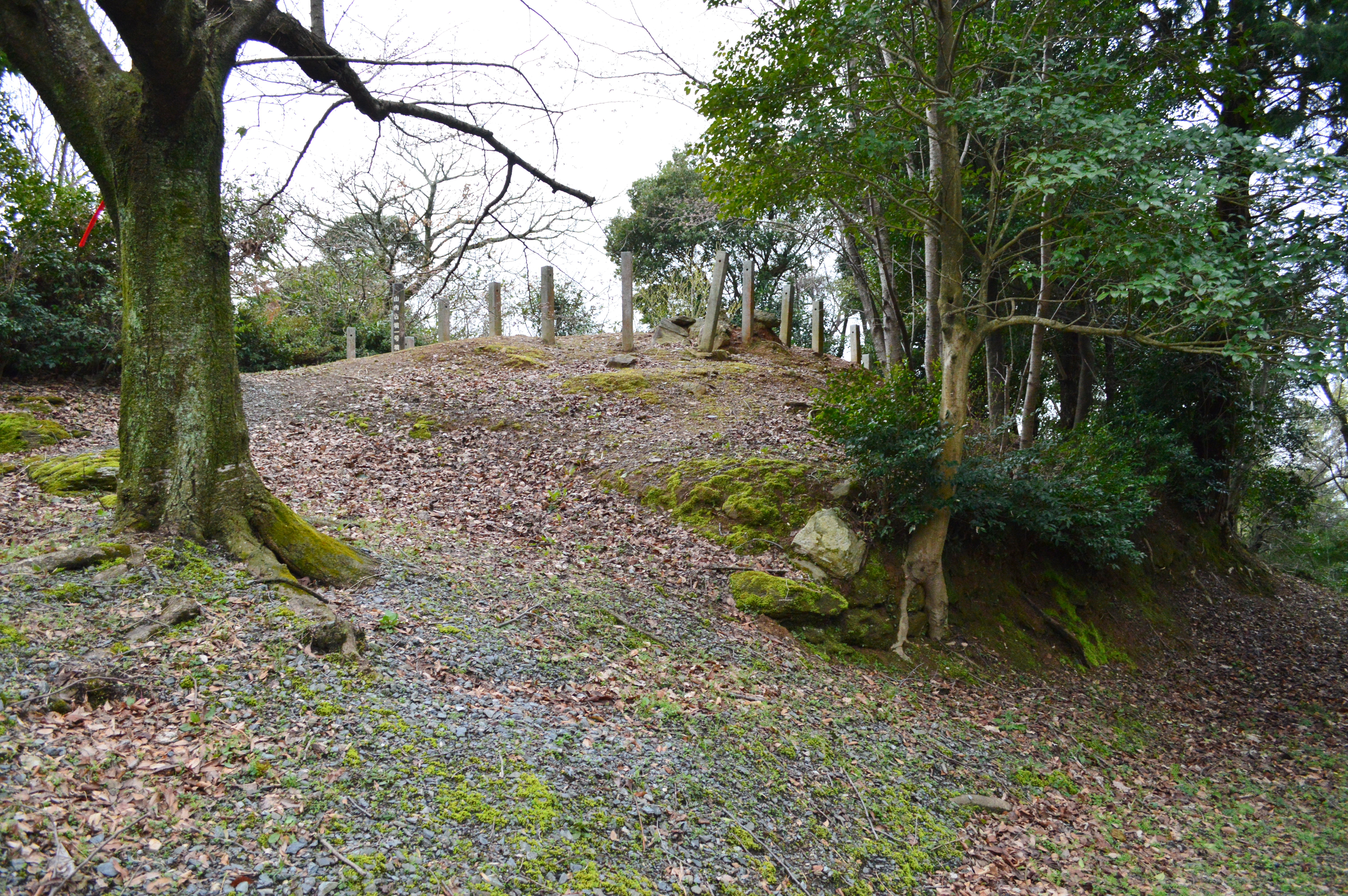
1号墳 墳丘
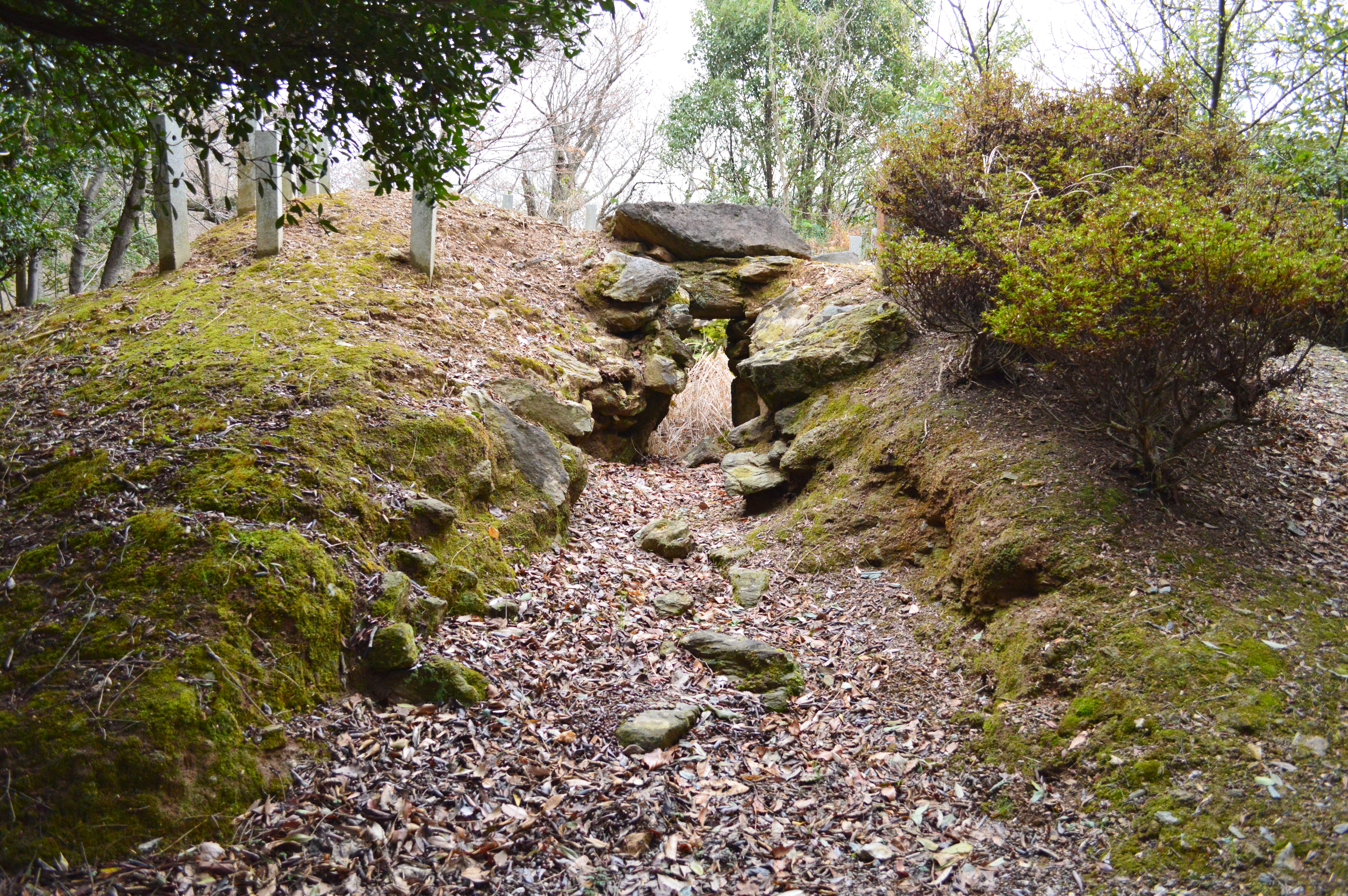
1号墳 石室開口部
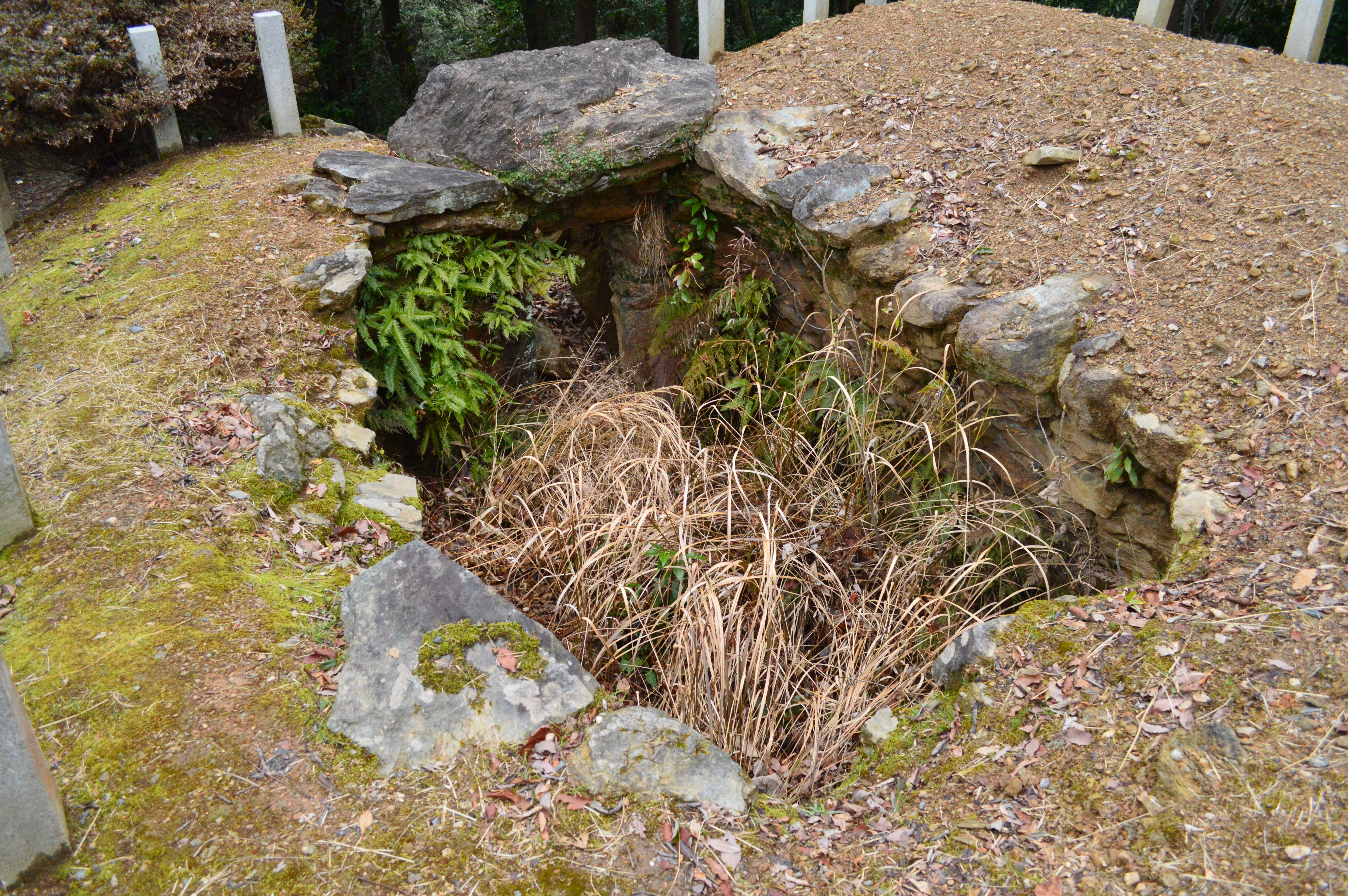
1号墳 石室内部
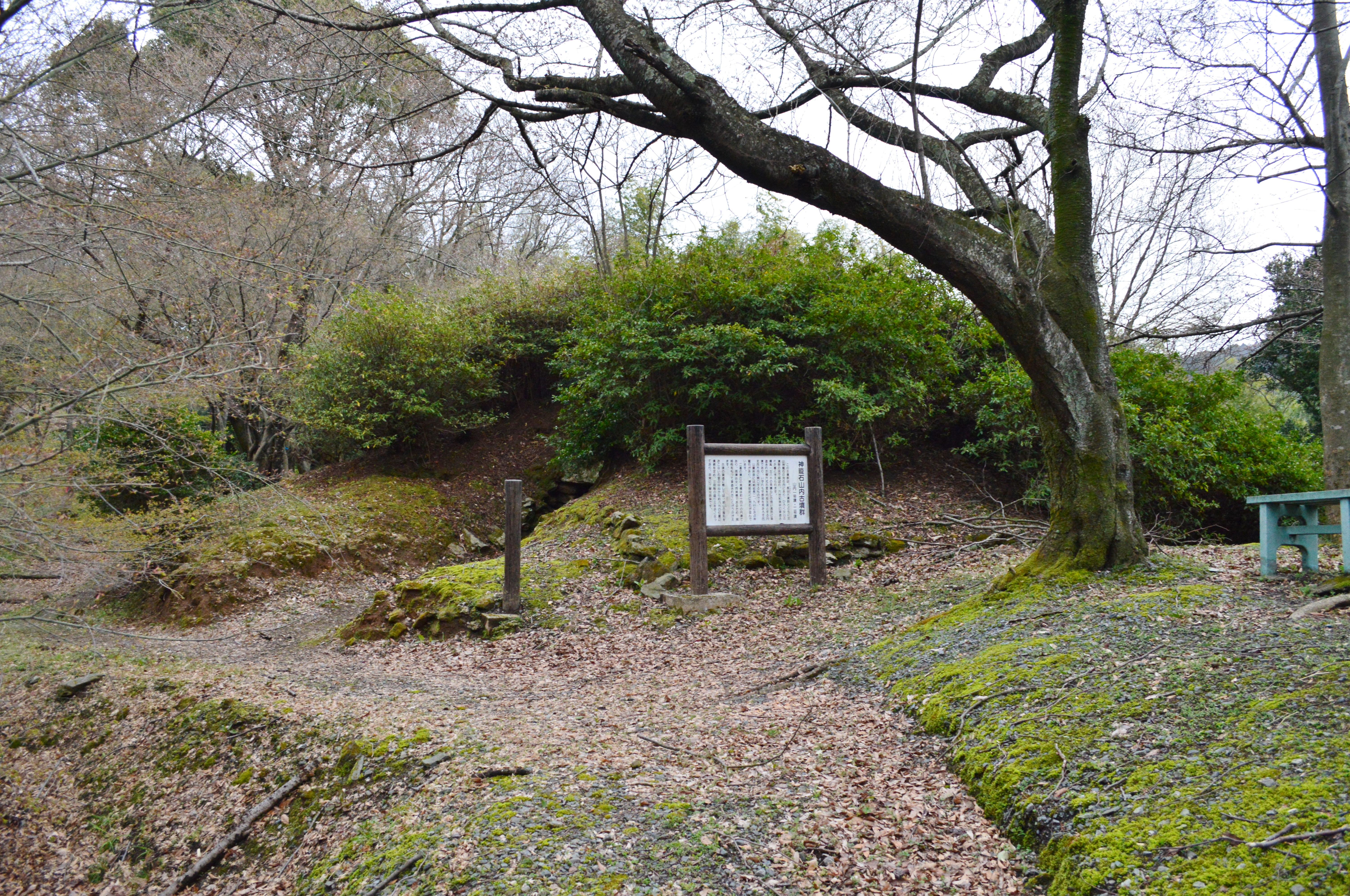
2号墳 墳丘
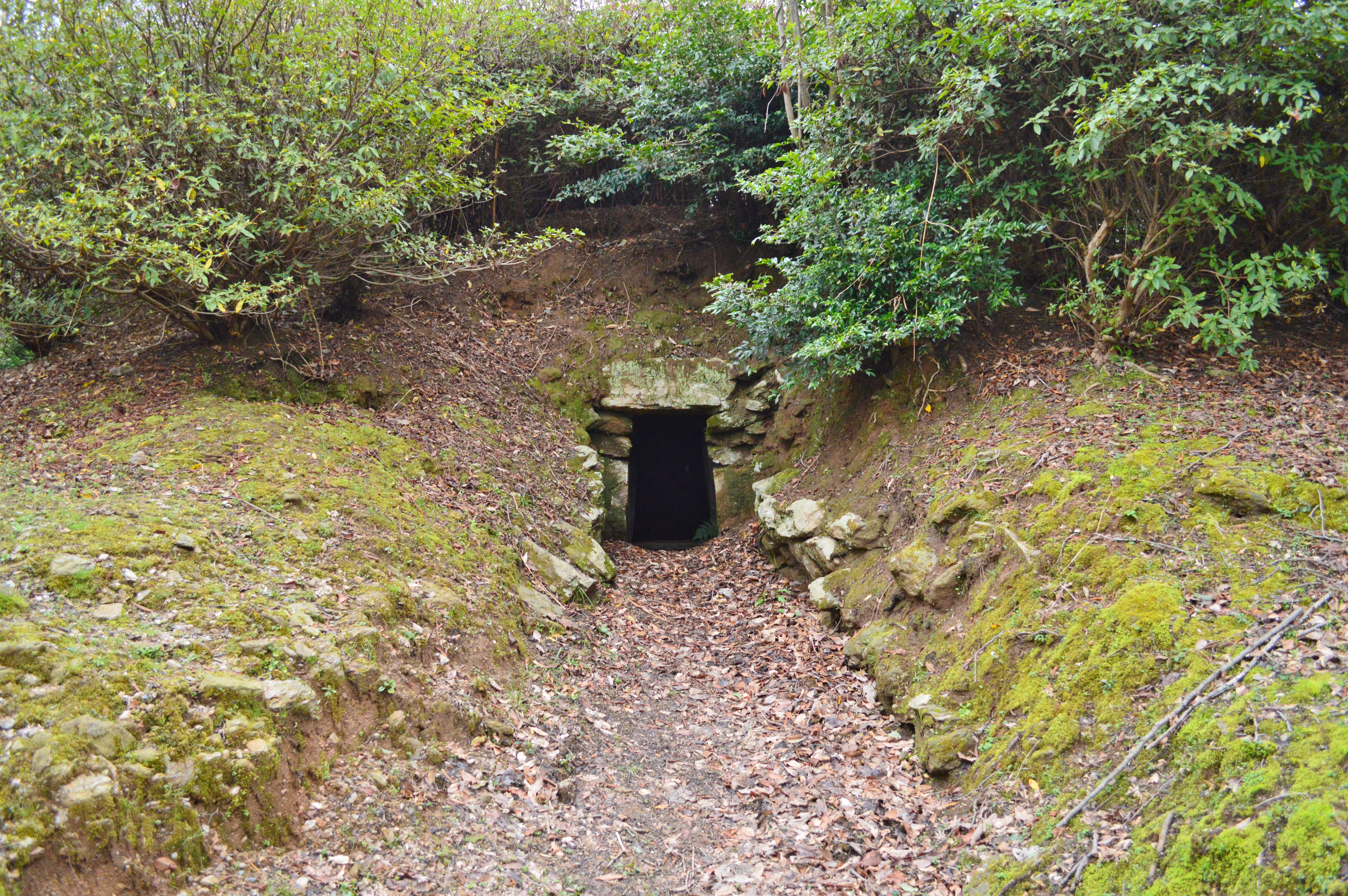
2号墳 石室開口部
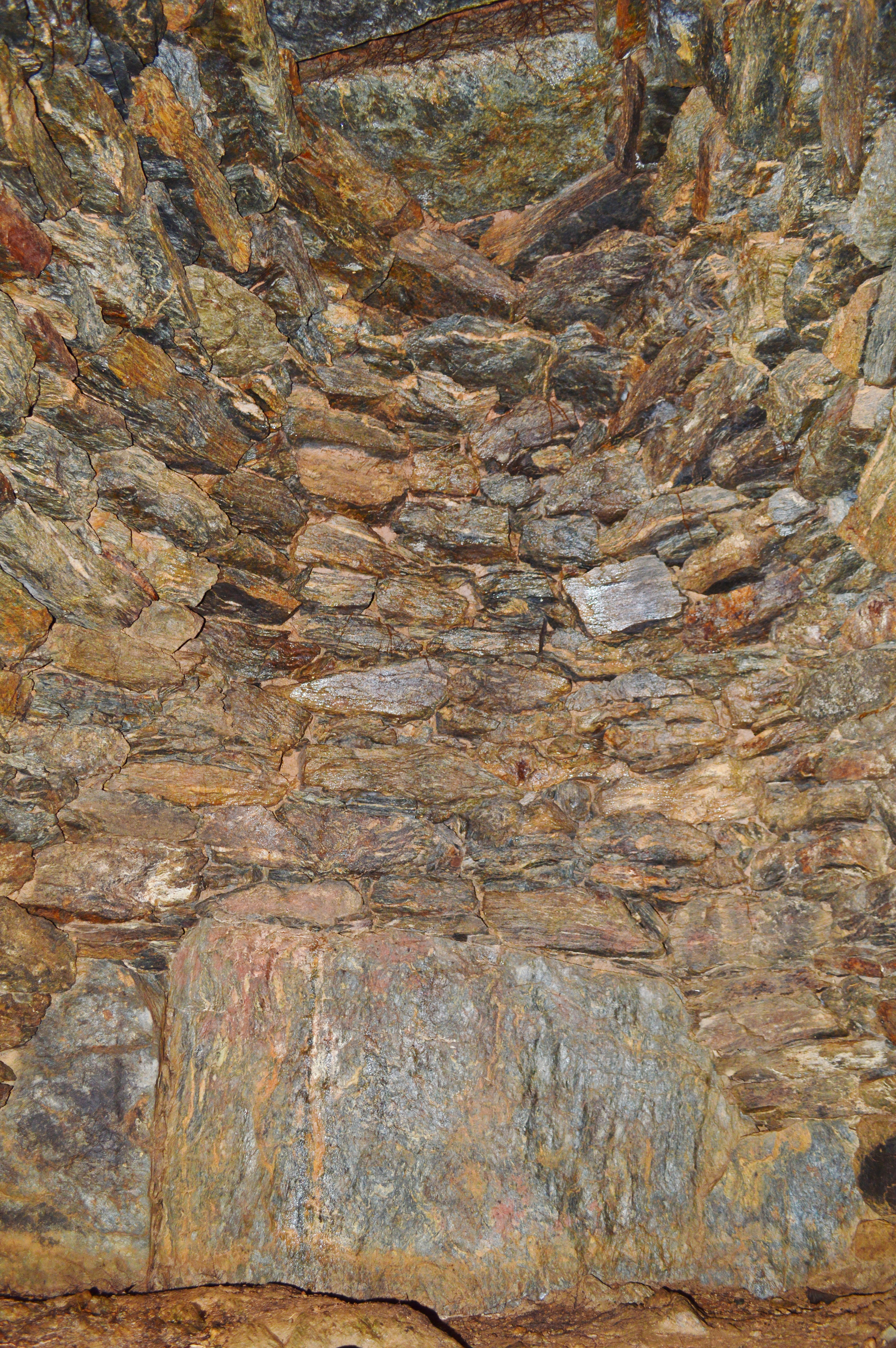
2号墳 石室内部

## 文化財

### 国の史跡
- 女山神籠石
1953年（昭和28年）11月14日指定（指定範囲面積15,932.40平方メートル）[7]。
1977年（昭和52年）7月14日に史跡範囲の追加指定（指定範囲面積119,323.51平方メートル、合計135,255.91平方メートル）[7][6]。

## 関連文献
（記事執筆に使用していない関連文献）
- 『女山・山内古墳群 -福岡県山門郡瀬高町女山神籠石内所在古墳群の調査-（瀬高町文化財調査報告書 第2集） (PDF)』瀬高町教育委員会、1982年。 - リンクは九州国立博物館「西都 太宰府」資料観覧ライブラリー。